# グリーンエース
グリーンエースは、広島グリーンフェリーが運航していたフェリー。後にダイヤモンドフェリーでも運航された。

## 概要
広島グリーンフェリーの第一船として神田造船所で建造され、航路に就航した。
1982年、航路廃止により来島どっくに売却された。
1982年12月、ダイヤモンドフェリーに用船され、おくどうご6として神戸 - 松山 - 大分航路に就航した。
1988年、来島興産に移籍。1990年7月にブルーダイヤモンドの就航により、用船解除となった。
1990年7月、ギリシャのG.A. Ferriesに売却され、MARINAとなり、ペラマでクルーズフェリーへの大規模改装を受け、1994年に就航した。
2009年9月、G.A. Ferriesの破産によりピレウスで係船された。
スクラップとしてトルコに売却され、2011年9月にアリアガへ回航され、解体された。

### 航路
広島グリーンフェリー
- 広島港 - 大阪港

ダイヤモンドフェリー
- 神戸港 - 松山港 - 大分港

G.A. Ferries
- ピレウス - シロス - パロス - ナクソス - イカリア - フルニ - サモス
- ピレウス - シロス - イカリア - サモス - キオス - レスボス - レムノス - カバラ
- ピレウス - アシパレア - カリムノス - コス - ニシロス - ティロス - シミ - ロドス
- ピレウス - パロス - ナクソス - イカリア - フルニ - カルロバシ - サモス（2004年 -）
- ピレウス - シロス - イカリア - フルニ - カルロバシ - サモス（2009年）

## 設計
船内は4層構造で、上部からプロムナードデッキ、キャビンデッキ、カーデッキ、ワゴンデッキと呼称されており、プロムナードデッキは操舵室および展望室、キャビンデッキおよびカーデッキの前方が旅客区画、カーデッキ後方が乗用車搭載区画、ワゴンデッキが大型車搭載区画となっている。

## 船内
遊歩甲板
- 展望室

A甲板（居住区甲板）
- 1等客室（98名）
- 特別2等室（188名）
- エントランス
- 案内所
- 浴室
- 喫煙室
- カフェテリア
- ビュッフェ
- 売店
- ゲームコーナー

B甲板（乗用車甲板）
- 2等室（547名）
- ドライバー室（76名）
- 浴室
- エントランス

## 事故・インシデント
- 1986年7月14日、松山港から神戸港に向かっていた本船は来島海峡梶取ノ鼻沖にて21時48分頃に船首がケミカルタンカー三典丸（199総トン）の右舷中央に衝突し、漂泊中の21時55分に本船右舷船尾に油送船伊勢丸（699総トン）が衝突[4]。本船は船首のバルバスバウに船首部と右舷船尾の軽損と積載車両22台に損傷が生じ、三典丸は船体が曲損し乗組員1名が負傷し積載タンク6基中3基の積み荷が流出し廃船、伊勢丸は船首右舷側に軽損が生じた[5]。濃霧による視界制限状態において各船の運航が適切でなかったことや、本船・三典丸の運行管理が不十分であったことから発生したものであった[5]。
- 1989年4月17日3時20分頃、松山港から神戸港に向かっていた本船は、播磨灘にて貨物船第八乗吉丸（199総トン）が船尾右舷部に衝突。本船が第八乗吉丸の進路を避けず、また第八乗吉丸側の監視も不十分で警告信号を吹鳴しなかったことから発生したものであった[6]。